# Mannesmanntoren
De Mannesmanntoren (Duits: Mannesmannturm Hannover) is een toren uit staalvakwerk die in 1954 door het bedrijf Mannesmann werd opgericht op het jaarbeursterrein van Hannover. De toren is 120 meter hoog en heeft een driehoekige dwarsdoorsnede. Op een hoogte van 89,9 meter draagt de toren aan de hoekstijlen het logo van het bedrijf Mannesmann. De toren dient voor mobiele telefonie en de niet-openbare dienst voor uitzendingen voor het platteland.